# Bahnhof verstehen
Die Redewendung immer Bahnhof verstehen oder nur Bahnhof verstehen bedeutet, nichts zu verstehen.

## Herkunft
Der Ursprung der Wendung, die in den 1920er Jahren vor allem in Berlin modisch war, ist unklar. Der Duden mutmaßt, „dass jemand, der den Bahnhof als Ausgangspunkt einer Reise im Sinn hat, an nichts anderes mehr denken kann und nicht aufmerksam zuhört.“ Anderen Wörterbüchern zufolge soll die Entstehung in die Zeit des Ersten Weltkriegs fallen. Für die kriegsmüden Soldaten sei der Bahnhof zum Symbol des Heimaturlaubs geworden.

## Frühe Belege
Im Jahr 1923 nahm der KPD-Reichstagsabgeordnete Emil Höllein in einer Plenardebatte die Wendung auf: „… ja, Sie wollen nichts hören. Wenn derartige Dinge kommen, dann hören Sie immer: Bahnhof.“
In den Romanen von Hans Fallada in den 1930er Jahren ist die Redensart schriftsprachlich: In Wer einmal aus dem Blechnapf frißt heißt es: „‚Ich verstehe immer Bahnhof,‘ sagte er. ‚Bahnhof ist gar nicht so schlecht,‘ sagte sie, ‚wenn einer türmen muss.‘“ In Wolf unter Wölfen nennt Fallada die Redensart zweimal als typisch für die Inflationszeit: „Haben Sie etwas gesagt? Ich versteh immer Bahnhof. Hä-hä-hä. Meier belacht pflichtschuldig die gängigste Redensart der Zeit.“ bzw. „‚Ich versteh immer Bahnhof‘, sagte Amanda mit der beliebtesten Redensart der Zeit, und das meinte genau das gleiche, was ihre Mutter mit ‚Nachtigall, ich hör dir trapsen!‘ gemeint hatte.“
Im Jahr 1935 ist die Wendung in einer sprachwissenschaftlichen Zeitschrift erklärt: „Wenn jemand dem andern etwas sehr eifrig erklärt, von ihm dringend etwas will, und man tut so, als verstände man ihn nicht, man will ihn necken, ärgern, so sagt man, statt ihn [sic!] zu antworten: ich verstehe immer Bahnhof (oder Bratkartoffel). Auf eine kurze Formel gebracht – die aber dem neckenden oder ärgendern Unterton nicht gerecht wird – heißt also Bahnhof verstehen: Sag was du willst, erkläre so viel du magst. Ich will dich nicht verstehen“ (Fallada).

## Erweiterungen
Wendungen wie „Ich verstehe nur Bahnhof und Kofferklauen“ oder „Bahnhof und Kofferklau“ spielen auf Unverständnis oder Unaufmerksamkeit an.